# Hans Kindler (Dirigent, 1908)
Hans Kindler (* 20. November 1908 in Berlin; † 24. Januar 1994 in Bremerhaven) war ein deutscher Kapellmeister und Generalmusikdirektor.

## Leben
Kindler kam aus einer Künstlerfamilie und studierte an der Staatlichen Hochschule für Musik Berlin. Nach zweijähriger Tätigkeit in Rostock unter Hans Schmidt-Isserstedt und dann am Oldenburgischen Staatstheater trat er 1938 seine erste Stelle als Opernkapellmeister an der Oper Essen an. In der Nachkriegszeit ging er 1946 als Erster Opernkapellmeister an das Theater Bremen. Als das Bremerhavener Musiktheater 1947 wiedereröffnet worden war, wurde Kindler 1948 als Städtischer Musikdirektor an das Stadttheater Bremerhaven berufen. Er wirkte dort über 27 Jahre, ab 1964 als Generalmusikdirektor. Mit dem Konzertmeister Otto Hermann Grevesmühl betrieb er den Wiederaufbau und die Neuprofilierung des Orchesters. Neben großen „romantischen“ Opern führte er auch Neue Musik auf. Bundesweite Beachtung fand 1964 die deutsche Erstaufführung von Verdis Attila. Um junge Menschen an die Musik heranzuführen, förderte er die Musikarbeit an den Schulen, durch Einführungsveranstaltungen und durch ein eigenständiges Jugendanrecht bei den Sinfoniekonzerten. Zeitweise leitete er den Regionalausschuss Bremerhaven von Jugend musiziert. Als Leiter der Bremerhavener Liedertafel (seit 1949) und als Kreischorleiter gab er auch der Chormusik Impulse. In der Christuskirche Bremerhaven-Geestemünde und ab 1960 in der Bürgermeister-Smidt-Gedächtniskirche dirigierte er die Johannes-Passion (1951), das Requiem (Mozart) (1955), den Messiah (1958) und die Carmina Burana (1957) sowie Werke von Hans Pfitzner, Heinrich Kaminski und Johannes Driessler. 1975 pensioniert, betätigte er sich als Übersetzer wenig bekannter Librettos von Giuseppe Verdi und als Gastdirigent auswärtiger Orchester. Als erster Bremerhavener erhielt er die Senatsmedaille für Kunst und Wissenschaft der Freien Hansestadt Bremen.